# Klaudius Kryšpín
Klaudius Kryšpín (* 19. listopadu 1966) je český bubeník.
V roce 1986 se stal členem skupiny Pražský výběr místo Jiřího Hrubeše, který emigroval do Anglie. Do roku 1988 spolupracoval se skupinou Stromboli, než sám emigroval do Austrálie. V roce 2003 se vrátil do ČR a v roce 2006 se stal členem Pražského výběru II. Od roku 2009 bubeník AB Bandu, a od roku 2012 bubeníkem skupiny Motorband. Dále firemní hráč společností Mapex, Anatolian a Balbex. S Martinem Vajglem, Zdeňkem Zdeňkem a Tomášem Kašparem vystupoval se skupinou DRUMWAVE tour 2008 (DVD Evening for the advanced).

## Vybavení
Používá bicí Mapex, činely Anatolian a české podpisové paličky Balbex. Dříve používal činely Sabian a bicí Premier.

## Diskografie
- Stromboli (2LP, 1987)
- Výběr (Výběr, 1987)
- Běr (Pražský výběr, 1997)